# Пальміра (Індіана)
Пальміра (англ. Palmyra) — місто (англ. town) в США, в окрузі Гаррісон штату Індіана. Населення — 898 осіб (2020).

## Географія
Пальміра розташована за координатами 38°24′29″ пн. ш. 86°6′29″ зх. д. / 38.40806° пн. ш. 86.10806° зх. д. (38.408085, -86.108114).  За даними Бюро перепису населення США в 2010 році місто мало площу 3,32 км², з яких 3,21 км² — суходіл та 0,11 км² — водойми.

## Демографія
Згідно з переписом 2010 року, у місті мешкало 930 осіб у 388 домогосподарствах у складі 261 родини. Густота населення становила 281 особа/км².  Було 423 помешкання (128/км²).
Расовий склад населення:
| - 96,1 % — білих - 1,6 % — азіатів - 0,2 % — корінних американців - 0,1 % — чорних або афроамериканців |

До двох чи більше рас належало 1,9 %. Частка іспаномовних становила 1,0 % від усіх жителів.
За віковим діапазоном населення розподілялося таким чином: 24,2 % — особи молодші 18 років, 61,4 % — особи у віці 18—64 років, 14,4 % — особи у віці 65 років та старші. Медіана віку мешканця становила 37,4 року. На 100 осіб жіночої статі у місті припадало 92,1 чоловіків;  на 100 жінок у віці від 18 років та старших — 93,2 чоловіків також старших 18 років.
Середній дохід на одне домашнє господарство  становив 54 044 долари США (медіана — 42 381), а середній дохід на одну сім'ю — 63 607 доларів (медіана — 50 313). За межею бідності перебувало 16,4 % осіб, у тому числі 28,9 % дітей у віці до 18 років та 0,0 % осіб у віці 65 років та старших.
Цивільне працевлаштоване населення становило 543 особи. Основні галузі зайнятості: роздрібна торгівля — 21,7 %, освіта, охорона здоров'я та соціальна допомога — 20,6 %, виробництво — 19,5 %.